# Friedrich Jakob Heller
Friedrich Jakob Heller von Hellwald (* 3. Februar 1798 in Stuttgart; † 16. Januar 1864 in Wien-Döbling) war ein österreichischer Generalstabsoffizier und Militärhistoriker.

## Leben
Heller stammte aus sehr einfachen Verhältnissen. Durch ein Stipendium des Königs Friedrich I. von Württemberg kam er trotzdem zu einer umfassenden Ausbildung in der bergmännischen Abteilung der königlichen Kadettenanstalt. Hier wurde bald General-Lieutenant Graf von Diller auf ihn aufmerksam und vermittelte Heller eine Stelle als Lieutenant im württembergischen Infanterieregiment Nr. 8.
Am 28. Januar 1814 trat Heller diesen Posten an. Als Lieutenant machte er Ende 1814 den Winterfeldzug nach Frankreich mit und war u. a. an der Schlacht bei Arcis-sur-Aube beteiligt. Beim Feldzug 1815 wurde er schwer verwundet. Nach seiner Genesung nahm er 1817 seinen Abschied, weil er hoffte, eine Offiziersstelle in der österreichischen Armee zu erhalten. Als er in Wien erfahren musste, dass dies nicht möglich war, trat er kurz entschlossen als einfacher Kadett in das Sappeurkorps ein. Dieser Schritt gelang ihm dank der Fürsprache des Oberst Freiherrn von Pley. Am 31. Oktober 1818 meldete er sich in Bruck an der Leitha zum Dienst. Über elf Jahre lang diente er in diesem Truppenteil in einer sehr untergeordneten Stellung. Im Winter 1821 war seine Truppe am Feldzug nach Neapel und der folgenden mehrjährigen Besetzung beteiligt. Seine dienstlichen Obliegenheiten ließen Heller während dieses Aufenthalts genügend Zeit, das Land zu bereisen und archäologische Studien zu betreiben; er wurde sogar korrespondierendes Mitglied der Akademie von Herculaneum.
1825 kehrte er nach Bruck zurück und wurde als Arithmetik- und Zeichenlehrer an der Kadettenanstalt beschäftigt und zeitweise mit Vermessungsarbeiten in Ungarn betraut. Diese Arbeiten dienten Heller auch als passende Übung für sein Ingenieurexamen. Erst drei Jahre später, am 30. März 1828 wurde er zum Unter-Lieutenant befördert und zum Geniekorps versetzt. Während dieser Zeit veröffentlichte er immer wieder Aufsätze in der Streffleur’schen Österreichischen Militärischen Zeitschrift. Diese Aufsätze erregten die Aufmerksamkeit des Generalstabschefs, Generalmajor Graf Leopold von Rothkirch. Mit Wirkung vom 27. Mai 1831 wurde Heller als Ober-Lieutenant in den Generalquartiermeisterstab versetzt. Dort arbeitete er im Auftrag von Oberst Freiherrn Heinrich von Heß neue Manöverinstruktionen für die Infanterie und die Kavallerie aus. Auch mit kriegsgeschichtlichen Arbeiten wurde er betraut. Am 15. Juni 1831 wurde er zum Hauptmann befördert.
Ab Dezember 1835 war Heller im kriegsgeschichtlichen Büro beauftragt, eine Darstellung der Feldzüge des Spanischen Erbfolgekrieges und des Siebenjährigen Krieges zu verfassen. Diese Arbeit beschäftigte Heller bis März 1841 in den Archiven Wiens und die Ergebnisse schlugen sich wieder in Aufsätzen in der „Österreichischen Militärischen Zeitschrift“ nieder. 1837 wurde Heller als Beobachter zum Manöver nach Wosnessensk, Südrussland entsandt und 1840 in gleicher Funktion zu den Feldübungen des VIII. deutschen Bundeskorps am Neckar und Rhein. 1841 wurde er Stabschef des II. Armeekorps in Padua. Neben seinen dienstlichen Obliegenheiten befasste er sich eingehend mit dem Karten- und dem Nachrichtenwesen. Er gab damals auch die militärische Korrespondenz des Prinzen Eugen heraus. Am 12. August 1842 wurde Heller zum Major befördert.
In den Revolutionsjahren 1848/49 war er unter  Windisch-Graetz an der Niederschlagung des Aufstandes in Wien beteiligt und wurde später in Ungarn als Verbindungsoffizier zu den russischen Truppen eingesetzt. Am 19. September 1848 wurde er zum Oberst im General-Quartiermeisterstab befördert.
Mit Wirkung vom 20. April 1850 erfolgte Hellers Beförderung zum Generalmajor und seine Zuteilung zu dem III. Armee-Korps in Prag als Brigade-Kommandant. Nach Verlegung seiner Brigade nach Kärnten wurde er Militärkommandant in Klagenfurt.
Am 23. März 1856 ging Heller als Feldmarschall-Lieutenant ad honores in Pension. Am 16. Mai desselben Jahres wurde Heller mit dem Prädikat von Hellwald in den erblichen Adelsstand erhoben. In den folgenden Jahren verfasste er noch zahlreiche Aufsätze und Studien. Im Alter von 65 Jahren starb er am 16. Januar 1864 in Wien-Döbling.
Der Schriftsteller Friedrich von Hellwald war sein Sohn.

## Werke
- Erinnerungen aus den Freiheitskriegen (1844)
- Friedrich Freiherr Von Bianchi, Duca Di Casalanza, K.K. Sterreichischer Feldmarschalllieutenant,
- Der Winter-Feldzug 1848 - 1849 in Ungarn : unter dem Oberkommando des Feldmarschalls Fürsten zu Windisch-Grätz, Wien 1851, Digitalisat
- Militarische Korrespondenz des Prinzen Eugen von Savoyen. Aus Österreichischen Original-Quellen.(Jahr 1694 bis 1702.), Wien 1848 Digitalisat bei Bayerischer Staatsbibliothek
- Militärische Korrespondenz des. Prinzen Eugen Von Savoyen. Aus österreichischen Original-Quellen. (Jahr 1703 bis Ende August 1705.), Wien 1848 Digitalisat bei Bayerischer Staatsbibliothek